# باتوكيشوار دوت
باتوكيشوار دوت (18 نوفمبر 1910 - 20 يوليو 1965) كان من الثُّوار العظماء المناضلين من أجل الحريَّة في الهند. عُرف باتوكيشوار دوت بالدَّولة في البداية في 8 أبريل 1929، عندما اعتقل مع بهجت سنغ بسبب تفجير قنبلة في الجمعيَّة التشريعيَّة المركزيَّة. قام بعمل بارز في أغرة من أجل تنظيم حركة الحريَّة.

## السِّيرة الشَّخصيَّة
ولد باتوكيشوار دوت في 18 نوفمبر 1910 في قرية أونيادي، مقاطعة - ناني بدوان (بنغال) من عائلة كاياستا البنغالية.
بغض النَّظر عن مكان ولادته، أمضى طفولته في خندا وموسا على أطراف المحافظة البنغاليَّة تحت منطقة باردمان، أكمل تعليمه الجامعي في جامعة بي بي إن في كانبور.
في 1924، التقى مع بهجت سنغ في كانبور. بعد ذلك بدأ بالعمل في جمعية هندوستان الاشتراكية الجمهورية في كانبور، تعلَّم أيضًا كيفية صنع القنابل.
في 8 أبريل، عارض مع بهجت سنغ ديكتاتوريَّة الدَّولة البريطانيَّة وقاموا بتفجير قنبلة في الجمعيَّة التشريعيَّة المركزيَّة في دلهي (حالياً مبنى البرلمان). لم يؤذي تفجير القنبلة أي أحد حيث قام بنشر وجهة نظره من خلال الكتيِّبات. في ذلك اليوم، وضعت الحكومة البريطانيَّة مشروع قانون السَّلامة العامَّة وقانون المنازعات التجارية لقمع مقاتلي الحرية الهنود. اعتقل باتوكيشوار دوت وبهجت سنغ بعد هذا الحادث، في 12 يوليو 1929 حكم على كلاهما سجن مؤبد. بعد صدور الحكم، تم وضع هؤلاء الأشخاص في سجن قلعة لاهور. هنا بدأت عملية تآمر بهجت سنج باتوكيشوار دوت وبهاغات سينج في لاهور. يشار إلى أنه أثناء احتجاجه على لجنة سيمون في لاهور، قام الجنود بأوامر من البريطاني راج بضرب لالا لاجبات رايلالا لاجبات راي حتى الموت بأوامر بريطانية. إنتقاماً للموت من ضابط الشُّرطة البريطاني راج قام الثُّوار بالإنتقام عبر القتل، كان نتيجة هذا مؤامرة لاهور، التي حكم فيها بالإعدام على بهجت سنج وراجغورو وسوخديف.
تم إرسال باتوكيشوار دوت إلى سجن كالا باني ليقضي العقوبة بالسِّجن مدى الحياة. في فترة وجوده بالسجن دخل في إضراب تاريخي عن الطعام في عام 1933 و 1937.في عام 1937 قاموا بنقله من سجن سيليولر إلى سجن بانكيبور المركزي، في باتنا وفي 1938 تم إطلاق سراحه. قاموا باعتقال دوت مجدداً الذي أتى بمرض خطير من سجن كالا باني، بعد أربعة سنوات في 1945 تمَّ إطلاق سراحه.
بعد استقلال الهند، عاش في باتنا بعد زواجه من أنجلي دوت في نوفمبر 1947.
تقدَّم المجلس التَّشريعي في ولاية بيهار وأصبح باتوكيشوار دوت عضو في 1963. تُوفي دوت في 20 يونيو 1965 في نيودلهي في معهد الهند للعلوم الطبية نيودلهي. تمَّ حرق جثته بعد وفاته في الحسيني نفس مكان دفن رفاقه الثَّوريون الآخرون في بنجاب، بهجت سنغ، و راجورو وسوخديف. تعيش إحدى بناتهم بهارتي باجشي في باتنا.
قال إندرا كومار مساعد باتوكيشوار دوت في المجلس التَّشريعي، كان دوت ثوريًا مسالمًا ومهتماً دائماً بمساعدة الدَّولة بعيداً عن الطَّموح السِّياسي.
لم يكن تاريخ شغف الشَّباب للوطن الأم هذا موجودًا في أي دولة مثلما كان موجودًا في تاريخ الهند.

## روابط خارجية
- باتوكيشوار دوت: مناضل عظيم من أجل الحرية كان عليه الكفاح حتى في الهند المستقلة
- باتريوت باتوكيشوار دوت: من حصل على حياة مجهولة بعد الاستقلال
- باتوكيشوار دوت، المناضل من أجل الحرية الذي عاش حياة النسيان بعد الاستقلال!
- سيتم تسمية محطة باردهامان على اسم باتوكيشوار دوت، التي أعلنها وزير الاتحاد من خلال زيارة منزله في باتنا